# 조승희
조승희(Seung-Hui Cho, 1984년 1월 18일 ~ 2007년 4월 16일)은 2007년 4월 16일에 미국 버지니아 공과대학교에서 발생한 총기 난사 사건을 일으킨 대한민국의 범죄인으로, 2007년 4월 16일 버지니아 공대 기숙사와 노리스홀에서 반자동 권총 2정으로 총격을 가해 32명이 숨지고 29명이 다쳤다. 미국 역사상 가장 치명적인 학교 총기 난사 사건이 되었고, 추가로 6명이 창문에서 뛰어내려서 탈출하다가 부상을 입었다. 조승희는 이 대학 학부 4학년생으로 경찰이 대규모 총격이 발생한 노리스 홀의 출입문을 부수고 들어가자 자살했다. 그의 시신은 버지니아주 페어팩스에 묻혔다.
대한민국에서 태어난 조승희는 8세 때 가족과 함께 미국으로 이민을 갔다. 그는 대한민국 국적으로 미국 영주권자가 되었다. 중학교 때, 그는 선택적 함묵증과 심각한 우울증 장애라는 진단을 받았다. 진단 후, 그는 치료를 받기 시작했고 고등학교 3학년 때까지 치료와 특수 교육 지원을 계속 받았다. 버지니아 공대에서의 지난 2년 동안, 그의 비정상적인 행동과 폭력에 대한 언급이 담긴 연극과 다른 글들이 교사와 반 친구들 사이에 우려를 불러일으켰다.
총기난사 사건의 여파로, 팀 케인 버지니아 주지사는 여러 관리들과 전문가들로 구성된 위원회를 소집해 총격과 관련된 이슈의 대응과 처리를 조사하고 검토했다. 위원회는 2007년 8월에 최종 보고서를 발표했는데, 조승희의 어려웠던 개인사를 자세히 설명하는 데 20페이지가 넘는 페이지를 할애했다. 이 보고서에서 위원회는 대학 시절 조승희와 접촉한 교육자들과 정신건강 전문가들이 그의 악화되는 상태를 알아차리고 그를 돕지 못했다고 비판했다. 위원회는 또한 버지니아의 정신건강 시스템과 총기 관련 법률에서 사생활 보호법의 잘못된 해석과 격차를 비판했다. 이후 즉각적인 조치를 취하지 않았다고 비난했다.

## 어린 시절 및 교육
조승희는 1984년 1월 18일에 충청남도 아산군 온양읍(지금의 아산시 온양동)에서 태어났다. 조승희와 그의 가족은 미국으로 이주하기 전에 2년 동안 서울특별시 도봉구 창동의 지하 주택에서 살았다. 조승희의 아버지는 서점 주인으로 자영업을 했지만 이를 통해 최저임금에 가까운 수입을 얻었다. 조승희의 아버지는 자녀들에게 더 나은 교육과 기회를 찾아, 1992년 9월 부인과 두 자녀와 함께 미국으로 이민을 갔다. 조승희는 당시 8세였다. 이 가족은 처음에는 미시간주 디트로이트에서 살다가 미국, 특히 북부 버지니아에서 가장 큰 한인 거주 지역 중 하나인 워싱턴 대도시 지역으로 이사했다. 조승희의 가족은 워싱턴 D.C.에서 서쪽으로 약 25 마일 (40 km) 떨어진 버지니아주 페어팩스 카운티 서부의 비법인 커뮤니티인 센터빌에 정착했다. 조승희의 아버지와 어머니는 센터빌에서 드라이 클리닝 사업을 시작했다. 가족이 센터빌로 이주한 후, 조승희와 그의 가족은 대한민국 국적으로 미국 영주권자가 되었다. 그의 부모는 지역 기독교 교회의 일원이 되었고, 조승희는 "부모의 강한 기독교 신앙을 싫어했지만, 종교인의 일원으로 성장했다." 한 보도에 따르면, 조승희는 기숙사에 기독교를 지칭하는 폭언과 "부잣집 아이들"을 폄하하는 내용이 담긴 메모를 남겼다고 한다. 조승희는 이날 뉴욕 NBC 본부에 보낸 동영상에서 나는 예수 그리스도와 같이 죽어서 약하고 무방비인 세대에게 영감을 주기 위해 죽는다."고 말했다.

### 조승희의 어린 시절
대한민국에 남아 있던 조승희의 가족 중 일부는 그의 어린 시절 행동에 대해 걱정했다. 조승희의 친척들은 그가 선택적으로 벙어리이거나 정신병을 앓고 있다고 생각했다. 조승희의 삼촌에 따르면 조승희는 "많은 말을 하지 않았고 다른 아이들과 어울리지 않았다. 조승희의 외삼촌은 조승희를 "추운" 사람으로 묘사했고, 8살 때부터 가족의 걱정거리라고 묘사했다. 그를 두 번 만난 고모의 말에 따르면, 조승희는 극도로 수줍어했고 "아무 말도 하지 않을 것"이라고 했다. 그는 다른 방법으로는 "행실이 좋다"고 여겨졌고, 쉽게 구두 명령과 단서들을 따랐다. 고모님은 가족이 미국으로 떠난 후 조승희의 누나에 대한 소식은 자주 들었지만 조승희에 대한 소식은 거의 듣지 못했기 때문에 뭔가 잘못된 것을 알았다고 말했다. 2007년 8월 30일 ABC 뉴스 나이트라인의 인터뷰에서, 조승희의 할아버지는 조승희의 어린 시절 행동에 대한 우려를 전했다. 조승희의 할아버지에 따르면, 조승희는 결코 눈을 마주치지 않았고, 그를 할아버지라고 부르지 않았고, 그를 껴안기 위해 움직이지도 않았다고 한다.

### 학교에서의 행동
조승희는 버지니아주 페어팩스 카운티의 비법인적이고 작은 마을인 샹틸리에 있는 포플러 트리 초등학교에 다녔다. 5학년 때 조승희를 만나 수업을 함께 들었던 김경원에 따르면, 조승희는 포플러 트리 초등학교에서 3년 과정을 1년 반 만에 마쳤다고 한다. 조승희는 수학과 영어를 잘하기로 유명했고, 선생님들은 그를 다른 학생들의 예로 지목했다. 당시 김경원에 따르면 조승희는 아무도 조승희를 싫어하지 않았고 친구들에게도 조승희는 평소 소녀들에게 인기가 많았던 옷을 잘 입는 소년으로 인정받았다고 말했다. 한 지인은 조승희가 2학년 때쯤 미국에 처음 왔을 때 학교에서 집으로 돌아올 때마다 울면서 학교로 돌아가고 싶지 않다고 성질을 부리곤 했다고 말했다.
1999년 8학년 봄, 콜럼바인 고등학교 총기 난사 사건은 국제적인 뉴스를 만들었고 조승희는 그것에 의해 구속되었다. "나는 그의 바로 옆에 있는 스페인어 수업에 함께 앉아 있었는데, 그의 바인더에 'F'자 여러분, 모두 지옥에서 불타기를 바란다.'라는 내용의 글이 적혀 있었던 것을 기억한다."라고 조의 반 친구인 벤 볼드윈은 말했다. 조승희는 또한 학교 과제에서 컬럼바인을 반복하고 싶다는 글을 썼다. 학교 측은 조승희의 누나에게 연락을 취했고, 조승희은 이 사실을 부모에게 알렸다. 조승희는 정신과 의사에게 보내졌다.
조승희는 페어팩스 카운티의 두 곳의 중학교(센터빌의 오몬드 스톤 중학교와 샹틸리의 웨스트필드 고등학교)에 다녔다. 그는 8학년까지 특정한 경우 및 특정한 개인에게 말을 하는 것을 방해하는 사회적 불안 장애와 선택적 함묵증을 진단 받았다. 고등학교 내내, 그는 수줍음과 특이한 언어 패턴으로 괴롭힘을 당했다. 웨스트필드 고등학교의 조승희의 영어 수업에서 고등학교 동창인 크리스 데이비드에 따르면, 조승희는 고개를 숙이고 요청되었을 때 말하기를 거부했다고 한다. 데이비드는 한 교사가 조승희에게 수업에 참여하지 않은 것에 대해 낙제점을 주겠다고 위협하자, 조승희는 "입에 뭔가 있는 것 같은" 이상하게 깊은 목소리로 책을 읽기 시작했다고 덧붙였다. 몇몇 학생들이 조승희가 웨스트필드에서 왕따를 당하고 조롱을 당했던 사례를 상기했지만, 대부분은 그를 내버려두고 나중에 그의 분노를 몰랐다고 말했다.인종차별 관련 괴롭힘이였다고 와전되기도 하지만, 실제로 웨스트필드 고등학교는 한인이 매우 많은학교인데다가 다른 아시아학생들또한 적응을 잘 했던것으로 알려져있다.즉 그의 내성적이고 자폐성인 성격으로 인해 괴롭힘을 받았던것이다. 고등학교 시절 콜럼바인 고등학교 총기 난사 사건은 조승희에게 큰 영감의 원천을 제공할 것이다. 조승희는 에릭 해리스와 딜런 클리볼드를 우상화했다. 그는 "컬럼바인 소년들을 능가하는, 심지어 그들보다 더 많이 복제하도록 강요 받았다." 조승희는 2003년 웨스트필드 고등학교를 졸업했다.

### 선택적 함묵증 진단
사건 직후, 보도에 따르면 조승희의 가족들은 그가 자폐증인 것으로 추측했다. 그러나 조승희가 자폐증 진단을 받았다는 알려진 기록도 없고, 조승희의 부모와 함께 자폐증 진단을 받았다는 것도 없다. 버지니아 테크 리뷰 패널 보고서는 자폐증 진단을 일축했고, 전문가들은 나중에 자폐증 주장을 의심했다.
총격 4개월 후인 2007년 8월 20일 월스트리트저널은 조승희가 선택적 함묵증 진단을 받았다고 보도했다. 2007년 8월 발표된 버지니아 테크 리뷰 패널 보고서는 조승희의 8학년 봄에 이러한 진단을 내렸고 그의 부모는 약물치료와 치료를 통해 그를 치료하려고 했다. 고등학교 때, 조승희는 "감정 장애"로 분류되어 특수 교육에 배치되었다. 그는 구두 발표와 수업 대화에 참여하지 않았고 한 달에 50분씩 언어 치료를 받았다. 그는 조승희가 더 이상의 치료를 거부했던 2학년 때까지도 정신건강 치료를 계속 받았다.
그의 문제를 해결하기 위해, 조승희의 부모님도 그를 교회에 데리고 갔다. 센터빌 대한예수교장로회 목사에 따르면 조승희는 성경을 이해하는 똑똑한 학생이었지만 사람들에게 말을 건네는 데 어려움을 겪고 있다고 한다. 이 목사는 조승희가 NBC뉴스에 보낸 동영상을 보기 전까지는 그가 완전한 문장을 말하는 것을 들은 적이 없다고 덧붙였다. 이 목사는 또 조승희의 어머니에게 조승희가 자폐증인 것 같다고 말해 병원에 데려가 달라고 부탁했지만 거절했다고 회고했다.
연방법은 웨스트필드 관계자들이 조승희의 허락 없이 장애나 치료 기록을 공개하지 못하도록 금지했다. 그 공무원들은 조승희의 연설과 걱정과 관련된 문제는 버지니아 공대에게 공개하지 않았다.

## 버지니아 공대에서 조승희

### 기본 정보
버지니아 공대 1학년 때, 조승희는 팸플린 경영대학에서 제공하는 컴퓨터 과학과 경영학 과정의 조합을 포함하는 프로그램인 비즈니즈 정보기술 학부에 등록했다. 3학년 때 조승희은 영어를 전공하고 있었다. 버지니아 공대는 사생활 보호법을 인용하며 조승희의 학업 성적과 그가 전공을 바꾼 이유에 대한 자세한 내용을 밝히기를 거부했다.
총격 당시 조승희는 버지니아 공대 코크레인 홀 바로 서쪽에 위치한 249명의 남녀공학 학생들이 있는 하퍼 홀의 3개 객실 스위트 스위트인 스위트 2121에서 룸메이트 5명과 함께 살았다.

### 학교 관계자 관계
니키 조반니 교수는 2005년 가을 한 시 수업에서 조승희를 가르쳤다. 그녀는 조승희의 행동이 "위협적"이라는 것을 발견했기 때문에 그를 수업에서 제외시켰다. 그녀는 조승희가 "비열한 일"을 가졌다고 회상했고, 그의 글을 "무서운"이라고 묘사했다. 조승희는 여학생들의 책상 아래 다리를 촬영하고 폭력적이고 외설적인 시를 지어 여학생들을 위협했다. 조반니는 "그녀가 그와 함께 하기 전에 기꺼이 사임할 용의가 있다"고 말했다." 학기가 시작된 지 약 6주 후, 조반니는 조승희를 수업에서 제외시킨 당시 학과장 루신다 로이에게 편지를 썼다. 로이는 학생처와 학장실, 교내경찰서에 경보를 보냈지만 조승희가 자신이나 다른 사람에게 노골적인 협박을 하지 않으면 어쩔 수 없다고 각 사무실은 대응했다. 조반니가 학살에 대해 알게 된 후, 그녀는 "그 일이 일어났을 때 그것이 아마 누구일 것이라는 것을 알았다"고 말했고, 만약 그렇지 않았다면 충격을 받았을 것이라고 말했다."
로이는 작년 조승희에게 시학 입문서를 가르쳤다. 그녀는 그를 "지적인 남자"라고 묘사했고, 그는 실내에서도 선글라스를 벗지 않는 어색하고 외롭고 불안한 학생인 것 같다고 말했다. 그녀는 조승희의 행동이 때때로 "오만하고 불쾌하다"고 묘사했고, 그를 돕기 위해 여러 가지 다른 방법을 시도했다고 말했다. 로이는 조승희의 글에 대해 "매우 화가 난 것 같다"고만 말하며 언급을 피했다. 그녀는 조승희가 수업시간에 방문했을 때, 질문에 대답하는 데 20초가 걸릴 것이라고 덧붙였고, 그의 대답을 속삭였다. 그는 또한 수업시간에 그녀의 휴대폰 사진을 찍었다. 로이는 조승희의 행동과 글의 주제들에 관심을 갖게 된 후, 조승희와 일대일 작업을 하기 위해 조승우를 만나기 시작했다. 하지만, 그녀는 곧 자신의 안전에 대해 걱정하게 되었고, 조교에게 보안요원에게 전화하라고 경고하기 위해 죽은 교수의 이름을 강압 암호로 사용할 것이라고 말했다. 로이가 당국에 조승희의 행동을 통보한 후, 그녀는 조승희에게 상담을 받으라고 촉구했지만, 그녀가 아는 바로는, 조승희는 그 반대의 주장에도 불구하고, 그 요청을 결코 따르지 않았다.
문예창작 교수인 리사 노리스는 조승희에게 '고급 소설 쓰기'와 '현대 소설'에서 모두 가르쳤고, 그의 불안한 태도에 익숙해졌다. 인문과학부의 메리 앤 루이스 부학장이 조승희의 행동에 대해 노리스에게 물었을 때, 루이스는 조승희가 정신 건강 문제와 여학생들을 괴롭히고 있다는 것을 몰랐다는 것이 명백해졌다. 노리스의 말에 따르면, "내 추측으로는 그 정보가 그녀의 [루이스]에게 접근할 수 없었거나, 아니면 그것은 특권이 있어서 나에게 공개될 수 없었을 것이다. "루이스는 노리스에게 조승희가 이미 했던 것처럼 캠퍼스 내 요리 상담 센터에서 상담을 받을 것을 추천하라고 말했다.

### 학생관계
동료 학생들은 조승희를 "누군가가 그를 맞이하면 반응하지 않을" 조용한 사람이라고 묘사했다. 줄리 풀 학생은 학생들이 그들 자신을 하나씩 소개했던 전년도 문학 수업의 첫날을 회상했다. 조승희가 자신을 소개할 차례가 되었을 때, 그는 말을 하지 않았다. 풀 교수에 따르면, 로그인 시트를 보고 다른 사람들은 모두 이름을 썼지만, 조승희는 물음표만 썼다고 한다. 풀은 "우리는 단지 그를 물음표 아이로 알고 있었다"고 덧붙였다.
하퍼홀에서 조승희와 스위트룸을 함께 썼던 카란 그레달은 조승희가 창문 옆에 있는 나무 로커에 앉아 아래 잔디밭을 응시할 것이라고 말했다. 그레달은 "조승희는 졸업반 때 수업을 듣거나 책을 읽지 않는 것처럼 보였다"며 "조승희는 노트북에 타자를 치고 식당으로 가서 화장실에서 머리를 자른 후 머리를 손질했다"고 덧붙였다. 그레달은 또 조승희가 기숙사 주차장에서 자전거를 타고 빙글빙글 도는 것을 목격했다고 전했다.
2005년과 2006년에 코크레인 홀에서 조승희와 함께 방을 쓴 적이 있는 앤디 코치와 존 아이드는 조승희가 얼터너티브 록 밴드인 콜렉티브 소울의 "샤인"을 반복해서 듣는 등 다른 반복적인 행동을 보여줬다고 말했다. 그는 기숙사 방 벽에 "말하는 법을 가르쳐줘/나에게 공유/어디로 가야 하는지 가르쳐줘"라는 노래 가사의 가사를 썼다. 코치는 또 다른 두 가지 특이한 사건을 묘사했는데, 하나는 조승희가 밤늦게 자기 방 문간에 서서 사진을 찍는 것이고, 또 다른 하나는 조승희가 코치에게 괴롭히는 휴대 전화 통화를 반복적으로 한 사건인데 조승희가 자신을 여자들에게 소개할 때 사용했던 이름인 '질문 마크'라고 묘사했다. 코치와 아이드는 조승희의 소지품을 뒤져 주머니칼을 찾았지만 위협적인 물건은 발견하지 못했다. 코치는 또한 추석 연휴 동안 학교에서 조승희로부터 받은 전화에 대해서도 설명했다. 통화 도중 코흐는 조승희가 블라디미르 푸틴과 함께 휴가를 보내고 있다고 주장하며 "네, 저희는 노스캐롤라이나에 있다."라고 덧붙였다. 이에 대해 코흐는 불가능하다고 확신하고 있다. 일찍이 그와 친구가 되려고 노력했던 코치와 아이드는 차츰 그와 말을 끊고 친구들, 특히 여자 급우들에게 그들의 방을 방문하지 말라고 말했다.
코치와 이드는 조승희가 적어도 세 건의 스토킹 사건에 연루되었고, 그 중 두 건은 버지니아 공대 경찰로부터 구두 경고를 받았다고 주장했다. 그러한 스토킹으로 추정되는 첫 번째 사건은 2005년 11월 27일에 일어났다. 사건 발생 후 코치에 따르면 조승희는 AOL 인스턴트 메신저(AIM)로 이 여학생에게 인스턴트 메시지를 온라인에 보내 자신이 어디에 사는지 알아냈다고 주장했다. 아이드는 조승희가 쿨한지를 알아보기 위해 그녀의 방을 찾았다고 말했고, 조승희는 그녀의 눈에서 애매한 부분만 발견했다고 덧붙였다. 아이드는 조승희가 여학생을 찾아갔을 때 "안녕하세요, 질문자 마크이다."라고 말해 깜짝 놀랐다고 덧붙였다. 여학생은 조승희가 귀찮은 메시지를 보내 자신의 방을 불쑥 찾아왔다고 불평하며 교내 경찰에 신고했다. 이날 저녁 교복 차림의 교직원 2명이 기숙사에 있는 조승희의 방을 찾아가 여학생에게 다시는 연락하지 말라고 경고했다. 조승희는 그 학생과 더 이상 연락하지 않았다.
2005년 12월 13일에 스토킹으로 추정되는 사건이 밝혀졌다. 그 전 날에 조승희는 AIM을 통해 코치의 여자 친구와 연락을 취했고, 그녀의 문간에는 셰익스피어 연극 로미오와 줄리엣의 두막에 나오는 대사를 썼다. 이 구절에서 로미오는 줄리엣에게 "이름, 내가 누군지 어떻게 말해야 할지 모르겠다. 내 이름은 성자요, 내가 미워하는 것은, 주께 원수이기 때문이다. 만약 내가 그것을 썼다면, 나는 그 단어를 찢을 것이다."
이 젊은 여성은 조승희의 AIM 메시지와 로미오와 줄리엣 인용에 무관심하다가 AIM을 통해 앤디 코치와 연락을 취했다. 코흐는 조승희의 이전 스토킹 사건을 알려준 뒤 그가 정신분열증 환자인 것 같다." [sic] 코치의 격려를 받아, 이 젊은 여성은 학교 경찰에 연락했고, 이 경찰은 조승희에게 더 이상 원치 않는 접촉을 하지 말라고 다시 경고했다. 그 경고 이후, 조승희는 두 번째 여학생과 더 이상 접촉하지 않았다.
같은 날 오후 조승희는 코치에게 문자메시지를 보내 자살하는 편이 낫겠다. 코치는 조승희가 자살할까 봐 아버지에게 연락해 조언을 구했다. 둘 다 캠퍼스 당국과 접촉했다. 캠퍼스 경찰은 기숙사로 돌아와 조승희를 블랙스버그에 봉사하는 버지니아 정신 건강 기관인 뉴 리버 밸리 커뮤니티 서비스 위원회로 안내했다.

## 정신 감정

### 법원 명령 정신 감정
2005년 12월 13일, 조승희는 뉴 리버 밸리 커뮤니티 서비스 위원회에 의해 "정신적으로 병들어서 입원이 필요한" 것으로 밝혀졌다. 조승희를 진찰한 의사는 조승희가 자살사상을 부인하고 사고장애 증세를 인정하지 않았음에도 불구하고 평소와 달리 감정이 평탄하고 우울했다고 말했다. 자신이나 타인에게 임박했다는 의혹을 받고 있는 조승희는 캐리온 가에 임시 구금됐다. 버지니아주 래드포드에 있는 앨번스 행동 건강 센터. 버지니아주 몽고메리 카운티 지방 법원 앞에서 약속 심리를 기다리고 있다.

폴 바넷 버지니아 특별재판관은 조승희가 정신 질환의 결과로 자신에게 임박한 위험이 있음을 증명하고 대신 외래환자 치료를 권했다. 2005년 12월 14일, 조승희는 바넷 판사가 "법원에서 명령한 모든 권장 치료법을 따르라"는 지시를 받아 조승희에게 외래환자 기준으로 정신건강 치료를 받도록 명령한 후 정신건강 시설에서 풀려났다. 조승희는 최소한의 정신건강 진단만 받았기 때문에 정신건강 상태에 대한 진실은 밝혀지지 않고 있다.
그러나 버지니아주의 총기 구매에 대한 정신 건강 실격법은 연방법과 약간 다르다. 따라서 버지니아 법원이 정신 건강 실격에 대해 주 경찰에 통보하기 위해 사용하는 양식은 주 경찰에 통보할 수 있는 두 가지 잠재적 범주 즉, "자발적으로 헌신"했거나 정신적으로 "무능력자"로 판결한 사람을 나열하는 주 기준만을 다루고 있다.

조승희는 입원 중인 정신건강시설에서 무의식적으로 헌신한 것이 아니기 때문에 버지니아 법에 따라 총을 구입할 수 있는 법적 자격이 여전히 있었다. 그러나 버지니아 법률에 따르면, "법무관은 정신 질환이 있고 입원이나 치료가 필요하다는 판단에 따라 구금 명령을 내릴 권한이 있다." 치안 판사는 또한 그 사람이 자신이나 다른 사람들에게 임박한 위험이라는 것을 알아야만 한다. 버지니아 공무원과 다른 법률 전문가들은 미국 연방법에 따르면 바넷의 명령은 조승희가 "정신적 결함"으로 판단되어 연방법에 따라 총기 구입을 할 수 없다는 것을 의미하며 버지니아 주는 연방법의 요건을 시행하지 않은 실수를 저질렀다고 주장했다.

### 가족의 노력
버지니아 공대 리뷰 패널 보고서는 조승희의 가족이 이른 사춘기에 그를 위한 도움을 확보하기 위한 수많은 노력을 조명했다. 그러나 조승희가 18세가 되어 대학으로 떠나자 가족들은 그에 대한 법적 권위를 잃었고 그에 대한 그들의 영향력은 약해졌다. 조승희의 어머니는 그가 수업에 대한 무관심, 결석, 사회적 행동에 대해 점점 더 걱정하고 있으며, 2006년 여름 동안 버지니아 북부의 여러 교회에서 조승희를 위해 도움을 구했다. 워싱턴 원마드 장로교회(우드브리지 소재) 이동철 목사에 따르면, 조승희의 어머니는 조승희의 문제로 교회에 도움을 요청했다고 한다. 이동철은 "조승희의 문제는 영적인 힘으로 풀어야 할 필요가 있었고… 그래서 우리가 그와 같은 몇몇 사람들을 돕고 있었기 때문에 그녀가 우리 교회에 온 것"이라고 덧붙였다. 이동철의 교회 신도들은 심지어 조승희의 어머니에게 그가 "악령적인 힘"에 시달렸고 "배달"이 필요하다고 말했다. 하지만 교회가 가족을 만나기 전에, 조승희는 버지니아 공과대학교에서 4학년을 시작하기 위해 학교로 돌아왔다.

## 버지니아 공대 총기 난사 사건
2007년 4월 16일 오전 7시 15분경, 조승희는 대학교 공동 교육 기숙사인 웨스트 앰블러 존스턴 홀 4층에서 에밀리 J. 힐셔와 라이언 C. 스택 클라크 두 학생을 살해했다. 나중에 조사관들은 조승희의 신발이 힐셔의 방 바깥 복도에서 발견된 혈흔 자국과 일치한다고 판단했다. 이 신발과 피묻은 청바지는 공격 후 숨겼던 조승희의 기숙사 방에서 발견됐다.
이후 2시간 30분 이내에 조승희는 자신의 방으로 돌아와 무장하고 NBC 뉴스에 사진, 디지털 비디오 파일, 문서 등이 담긴 소포를 부쳤다. EDT (13:45 UTC) 오전 9시 45분경, 그는 캠퍼스를 가로질러 교내 교실 건물인 노리스 홀에 도착했고, 그곳에서 9분 동안 조승희는 수십 명의 사람들을 총으로 쏴 30명이 사망했다. 경찰이 조승희가 교직원과 학생들을 공격한 건물 주변을 침범하자 조승희는 노리스 211에서 자신의 관자놀이를 향해 총상을 입고 자살했다. 조승희의 총상은 그의 얼굴을 망가뜨려 몇 시간 동안 그의 신체를 가렸다. 경찰은 출입국 기록과 총격에 사용된 총기의 지문을 대조해 조승희의 신원을 확인했다. 총격 사건이 있기 전, 조승희가 노리스 홀과 유일하게 아는 인연은 사회학 수업의 학생으로서 이 건물 2층의 교실에서 만난 것이었다. 경찰이 최초 수사 당시 조승희가 노리스홀 총기난사 사건의 가해자이고 웨스트앰블러 존스턴홀에서 발생한 사건이라고 긍정적으로 진술하지는 않았지만, 법의학적 증거에 따르면 두 사건 모두 동일한 총기가 사용된 것으로 확인됐다.

### 준비

#### 공격에 사용된 무기

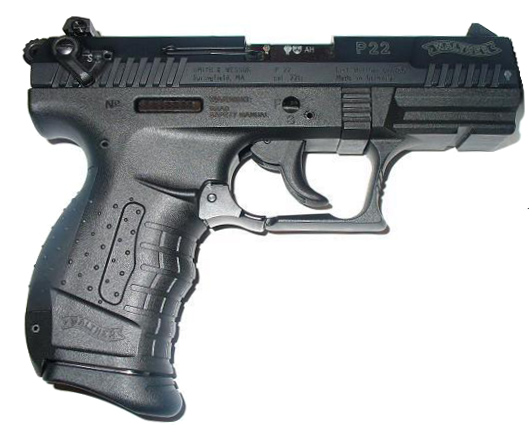
발터 P22 반자동 권총

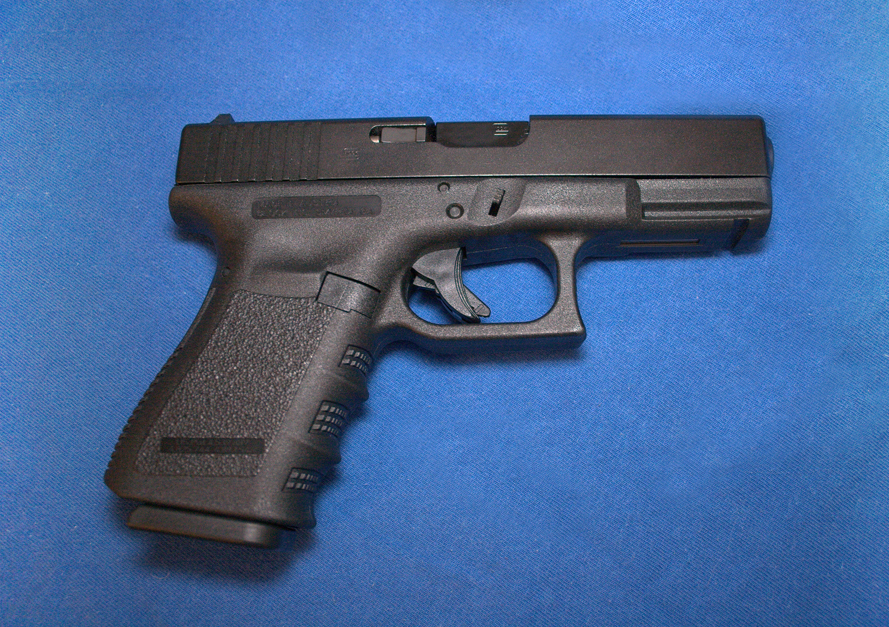
글록 19 반자동 권총

2007년 2월과 3월 동안, 조승희는 나중에 살인에 사용된 무기를 구입하기 시작했다. 2월 9일, 조승희는 위스콘신주 그린베이에 본사를 둔 연방 허가 총기 판매업체인 TGSCOM 주식회사로부터 자신의 첫 번째 권총인 .22구경 발터 P22 반자동 권총을 구입했고 조승희가 총을 주문한 웹사이트의 운영자이기도 했다. TGSCOM사는 발터 P22를 버지니아주 블랙스버그에 있는 JND 전당포에 선적했고, 조승희는 그곳에서 구매 거래에 대해 법적으로 요구되는 배경조사를 마치고 권총을 손에 넣었다. 3월 13일, 조승희는 버지니아주 로어노크에 위치한 허가된 총기 판매상인 로아노크 화기로부터 자신의 두 번째 권총인 9mm 글록 19 반자동 권총을 구입했다.
조승희는 총기상들에게 그의 미국 영주권 카드, 그의 버지니아 거주지의 법적 나이와 길이를 증명할 수 있는 허가서, 그리고 그의 버지니아 주소가 적힌 수표책을 제시했고, 30일 사이의 시간을 기다린 후에 두 권총 구입을 모두 성공적으로 끝마칠 수 있었다. 각 총기 구입 그는 버지니아 법원이 정신건강시설에서 외래진료를 지시했다는 사실을 배경조사서에 공개하지 않아 두 권총 구입을 모두 성공적으로 마쳤다.2007년 3월 22일, 조승우는 아이다호 엘크 리지 슈팅 서플라이즈에서 이베이를 통해 발터 P22 권총 10라운드 잡지 두 개를 구입했다. 수사관들은 조승희의 이베이 구매기록에 대한 컴퓨터 포렌식 사전 조사를 토대로 조승희가 2007년 3월 23일 총기 액세서리를 판매한 다른 이베이 판매자로부터 10라운드짜리 잡지를 추가로 구입했을 가능성이 있다고 의심했다.
조승희는 또한 연조직에 들어가자마자 팽창하여 무장을 하지 않은 표적에 대한 완전 금속 자켓 탄환보다 더 많은 조직 손상을 초래하는 자켓 중공점 탄환을 구입했다. 조승희는 이후 성명서와 함께 NBC 뉴스에 "여러분이 제게 주신 모든 [똥]들이 공허한 점으로 여러분을 바로 다시 공격한다."라는 표제와 함께 공허한 점의 총알 사진을 보냈다.

#### 모티브
경찰은 수사 과정에서 조승희가 '부잣집 아이들' '방탕한' '속인 사기꾼' 등을 비판한 쪽지를 발견했다. 쪽지에서 조승희는 "당신이 나를 이렇게 만들었다"며 말을 이어갔다. 초기 언론 보도들은 또한 그가 동료 학생인 에밀리 힐셔에게 집착했고 그녀가 그의 로맨틱한 제안을 거절하자 격분했다고 추측했다. 사법조사관들은 힐셔가 조승희를 알고 있었다는 증거를 찾을 수 없었다. 조승희와 그의 희생자 중 한 명인 로스 알라메딘은 2006년 가을 같은 영어 수업을 들었다. 또한 한 비디오에서 그는 콜럼바인 고등학교 총기 난사 사건의 가해자인 에릭 해리스와 딜런 클리볼드를 언급하며 "에릭과 딜런과 같은 순교자들"을 언급한다.

### 여파

#### 범죄수사
사법당국은 조승희가 웨스트 앰블러 존스턴 기숙사와 버지니아 공대 노리스 홀에서 글록 19 권총을 발사한 사실을 탄도 실험을 통해 확인했다. 경찰 조사 결과 조승희는 살인사건 당시 170여 발의 총격을 가한 것으로 드러났으며, 기술자들이 현장에서 최소 17개의 빈 잡지를 발견한 것으로 드러났다. 수사 과정에서 연방법률조사관들은 이 일련번호가 발터 P22와 조승희가 난동 당시 사용한 글록 19 권총에 모두 불법으로 보관돼 있는 것으로 파악했다.
수사관들은 또 3월 중순 조승희가 캠퍼스에서 40마일 정도 떨어진 로어노크의 사격장에서 사격 연습을 했다고 밝혔다. 전직 FBI 요원과 ABC 컨설턴트에 따르면, "이것은 충동적인 범죄가 아니었다. 촬영에 앞서 몇 달 전부터 이런 생각을 해왔다고 말했다.

#### 조승희의 진료기록 검토
조사 과정에서 조승희가 법원이 지시한 정신건강 치료 문제도 함께 검토해 결과를 판단했다. 버지니아주 수사관들은 조승희가 외래환자로서 의무적인 정신건강 치료 명령을 결코 따르지 않았다는 것을 의료기록을 검토한 후 알게 되었다. 수사관들은 또한 법원도, 뉴리버 밸리 지역 봉사단도 그의 명령 준수를 결정하기 위해 그의 사건에 대한 감독을 하지 않았다는 것을 발견했다. 뉴리버밸리커뮤니티서비스는 조승희 사건에 대한 질의에 대해 "해당 시설이 정신건강 치료 제공자로 법원명령에 이름을 올린 적이 없다"며 "법원 명령 후 치료에서 퇴원하면 책임이 종료됐다"고 주장했다. 이와 함께 크리스토퍼 플린 버지니아텍 쿡상담센터 소장은 법원이 조승희가 외래 정신건강 치료를 받아야 한다는 사실을 자신의 사무실에 알리지 않았다고 언급했다. 플린은 이어 "법원이 강제적으로 외래진료를 명령할 때 그 명령은 기관이 아니라 개인에게 있다"고 덧붙였다. 정신 질환자가 이런 경우에 도움을 받을 수 있도록 책임져야 할 사람은... 정신 질환자예요"
이에 따라 버지니아 주법은 지역사회 서비스 이사회에 정신건강 환자에 대한 '특정 치료 과정 및 프로그램 추천'과 '그 사람의 준수 여부 모니터링'을 의무화하도록 규정했음에도 조승희는 외래환자로서의 정신건강의무치료에 대한 법원 명령 준수를 면했다. 버지니아주법도 법원에 대해 외래환자로서 정신건강 치료를 받으라는 법원 명령에 따르지 않을 경우 "아직 위기로 판단되면 최대 180일간 정신건강보험기관에 재소환할 수 있다"고 규정했다. 조승희는 왜 2005년 12월 14일 외래환자로서의 정신건강의 의무화 명령을 따르지 않았는지를 설명하기 위해 법정에 소환되지 않았다.조사위는 몇 주 전부터 조승희의 진료기록을 찾아다녔지만 사생활보호법 때문에 버지니아텍은 조승희가 숨진 뒤에도 조승희의 가족으로부터 허락 없이 진료기록을 공개할 수 없었다. 위원회는 그의 기록을 얻기 위해 소환장을 사용하는 것을 고려했었다. 2007년 6월 12일, 조승희의 가족은 그의 의료 기록을 위원회에 공개했지만, 조사위원회는 그 기록이 충분하지 않다고 말했다. 위원회는 법원의 명령에 의해 추가 정보를 입수했다. 조승희는 촬영 몇 년 전부터 파라옥세틴을 처방받았으나 1년 만에 떼어낸 상태였다. 이후 공식 부검에서 나온 독성학 실험 결과, 총살 당시 그의 체내에 정신과나 어떤 종류의 불법 약물도 들어 있지 않은 것으로 밝혀졌다.
2009년 8월, 조승희의 가족은 버지니아 공대가 2009년 7월에 발견한 기록과 함께 이 기록을 대중에게 공개하도록 허락했다. 이전에는 패널에게만 제공되었다.

#### 조사 패널 보고서
살인사건의 여파로 팀 케인 버지니아 주지사(D)는 캠퍼스 총기 난사 사건을 조사할 위원회를 임명했으며, 조사단이 약 2~3개월 후에 조사 결과를 제출할 계획이다. 케인은 톰 리지 전 국토안보부 장관도 패널로 초청해 "조승희의 정신건강 이력과 경찰이 비극에 어떻게 대응했는지"를 검토했다. 케인은 버지니아 공대 총격 사건을 둘러싼 긴급 대응을 조사하고 분석하는 데 도움을 주기 위해 컬럼바인 고등학교 사태를 조사한 바로 그 회사를 고용했다.
조사위의 최종 보고서는 조승희의 정신 건강 이력을 상세히 기술하는 데 20페이지가 넘는 페이지를 할애했다. 보고서는 버지니아 공대 교육자, 행정관, 정신건강 담당자들이 조승우가 3학년 때부터 정신적으로 불안정하다는 경고의 표시였던 수많은 사건들로부터 "점들을 연결시키지 못했다"고 비판했다. 이 보고서는 이 학교의 정신 건강 시스템이 "자원 부족, 사생활 보호법에 대한 잘못된 해석, 수동성 때문에 실패했다"고 결론지었다. 그 보고서는 버지니아의 정신 건강법을 "불법"이라고 불렀고, 버지니아의 정신 건강 서비스는 "불충분하다"고 말했다. 보고서는 또 버지니아의 부적절한 신원조회 요건 때문에 조씨가 연방법을 위반해 총기 2기를 구입할 수 있었다는 사실도 확인했다.

#### 조승희 가족의 반응
조승희의 누나는 가족을 대신해 유족과 부상자 가족들에게 기도를 드리는 것 외에 동생의 행동에 대해 공개적으로 사과하는 내용의 성명서를 준비했다. "이 사람은 저와 함께 자랐고 사랑했던 사람이다. 이제 나는 이 사람을 몰랐던 것 같다"고 그녀는 노스캐롤라이나인 변호사를 통해 발표한 성명에서 말했다. "우리는 그가 그렇게 많은 폭력을 행사할 수 있다고는 상상도 할 수 없었다." 조승희 할아버지는 "손자 승희가 수줍음이 많았다. 그가 그런 짓을 했다니 믿을 수가 없다."
워싱턴 포스트(WP)는 2008년 학살 기념일 기사에서 이들이 학살 이후 수개월간 잠적했다가 결국 귀국한 뒤 "세상과 사실상 단절됐다"고 보도하는 등 가족들에 대한 후속 조치를 단행했다. 그들 집의 창문 몇 개는 도배되어 있고 블라인드는 나머지를 덮고 있다. 그들이 유지해온 유일한 실질적인 외부 접촉은 그들의 보살핌에 할당된 FBI 요원과 그들의 변호인과의 접촉으로, 한국에 있는 친인척과의 접촉조차 거부한 것이다.

## NBC 뉴스로 보낸 미디어 패키지
조승희는 지난달 16일 두 차례 총격사건이 벌어진 사이 버지니아텍 캠퍼스 인근 지역 우체국을 방문해 NBC 뉴스 뉴욕 본사에 DVD가 든 소포를 부쳤으며, 여기에는 동영상, 사진, 행동 이유를 설명하는 성명서가 담겨 있었다. "A"에서 주소가 지정된 패키지. USPS 익스프레스 메일 봉투 뉴욕 타임스가 "Ismail"로 잘못 인쇄하여 4월 17일에 받을 것으로 보이는 "Ismayel"은 우편번호와 주소가 잘못되어 지연되었다. 조승희의 팔에는 '이메일 축'이라는 글자가 붉은 잉크로 휘갈겨져 있었다.

### 자재해제
2007년 4월 18일 소포를 받은 NBC는 관계당국에 연락을 취했고, 받은 것의 일부를 공개함으로써 논란이 되고 있는 조승희의 의사소통을 널리 알리기로 결정했다. 동영상의 사진과 영상이 수많은 뉴스에 방송되자 버지니아 공대 학생들과 교수진은 조승희의 난동을 미화하는 것이 모방 살인으로 이어질 수 있다는 우려를 나타냈다. 성명서와 그 비디오 영상과 사진들의 방영은 그 총격으로 인해 더 가까이 영향을 받은 많은 사람들에게 화가 났다. 광란 당시 조승희에게 살해된 학생 중 한 명인 메리 리드의 아버지 피터 리드 씨는 언론에 조승희의 성명서 방송을 중단해 달라고 요청했다.
영상과 사진, 성명서를 검토한 경찰 관계자는 조승희가 왜 살인을 저질렀는지 알고 이해하는 데 미디어 패키지 내용이 미미하다는 결론을 내렸다. 이 자료를 검토한 마이클 웰너 박사는 조승희의 고함소리가 그의 난동을 촉발시켰을지도 모르는 정신 질환에 대한 통찰력을 거의 제공하지 못한다고 믿었다. 웰너 박사는 "이 영상들은 조승희를 이해하는 데 도움이 되지 않는다"고 말했다. 그들은 그를 왜곡한다. 그는 온순했다. 그는 조용했다. 이것은 그가 쿠엔틴 타란티노 캐릭터로 변신하려는 홍보 테이프이다."
2007년 4월 24일, 오프라 윈프리 쇼에서, NBC 뉴스의 회장 스티브 캐푸스는 NBC가 첫 번째 촬영 후, 오전 7시 24분에 마지막으로 수정된 23페이지 분량의 서면 자료 또는 23개의 PDF 파일 중 5개의 문장을 25분 분량의 비디오, 7개의 사진, 37개의 문장을 보여주기로 결정했다고 말했다. 그는 또한 보이지 않는 내용에는 "최고의 불경스러운 것"과 "믿을 수 없을 정도로 폭력적인 이미지"가 포함되어 있다고 말했다. 그는 미공개 자료가 절대 공개되지 않기를 바란다고 말했다.

### 내용물
조승희는 선언문에서 콜럼바인 살인범 에릭 해리스와 딜런 클리볼드를 언급했고 자신에게 내려진 불특정 잘못에 대한 분노를 표출하면서 쾌락주의와 기독교를 자주 언급했다. 조승희는 비디오 중 하나에서 다음과 같이 말했다.
내가 이럴 필요는 없었어. 떠날 수도 있었어. 도망칠 수도 있었어 하지만 아니, 난 더 이상 도망치지 않을 거야. 만약 내가 아니면 내 자식들, 네가 엿먹인 내 형제자매들을 위해서. 난 그들을 위해서 한 거야. 때가 되었을 때, 나는 그것을 했다. 어쩔 수 없이... 당신은 오늘 천억번의 기회와 피할 방법이 있었지만, 당신은 내 피를 흘리기로 결정했어요. 당신은 나를 궁지에 몰아넣고 오직 한 가지 선택만을 주었어요. 결정은 네 것이었어. 이제 손에는 씻을 수 없는 피가 묻어 있다.
가학적인 속물들이야 나는 개똥 같은 존재일 수도 있다. 당신은 내 심장을 망가뜨리고, 내 영혼을 강간하고, 내 양심에 불을 질렀다. 넌 그게 네가 소멸시키고 있는 한 불쌍한 아이의 삶이라고 생각했겠지. 너희 덕분에, 내가 예수 그리스도처럼 죽어서, 나약하고 무방비 상태의 백성 세대에게 영감을 주겠다.
얼굴에 침을 뱉고 목에 쓰레기를 처박은 기분이 어떤지 아세요? 자신의 무덤을 파는 기분이 어떤지 아세요? 목이 귀에서 귀까지 베인 기분이 어떤지 아세요? 살아서 횃불을 든 기분이 어떤지 아세요? 십자가에 못박혀 굴욕을 당하는 기분이 어떤지 알아? 그리고 당신의 즐거움을 위해 피를 흘려 죽도록 남겨두었다구요? 당신은 평생 단 한순간의 고통도 느껴본 적이 없다. 할 수 있다는 이유만으로 가능한 한 많은 고통을 우리 삶에 주입하고 싶었나요? 원하는 건 다 가졌잖아 벤츠로는 부족했어, 이 양반들 금목걸이로는 부족했어, 이 속물들아. 당신의 신탁 자금으로는 충분하지 않았어요. 보드카와 코냑으로는 부족했어 너의 모든 방랑자들로 충분하지 않았어. 당신의 쾌락주의적 욕구를 충족시키기에 충분하지 않았어요. 넌 모든 걸 가졌어.
넌 날 십자가에 못박는 걸 좋아했어 당신은 내 머릿속에 암을 유발하고, 내 심장을 두렵게 하고, 내 영혼을 강간하는 것을 좋아했어요.
때가 되었을 때, 나는 그것을 했다. 어쩔 수 없이

피트 윌리엄스 MSNBC 법무특파원은 "조승희가 논리적 통치가 부족했다"고 말해 조승희가 심각한 정서적 고통을 받고 있음을 시사했다. 이 영상에서 조승희는 또한 교내에서 기만적인 사기꾼, 부유한 아이들, 물질만능주의, 쾌락주의를 비난했고, 다른 영상에서는 예수 그리스도와 자신을 비교하면서 자신의 죽음이 "무방비" 세대에게 영향을 미칠 것이라고 설명했다.

## 글

### 예문

#### 리처드 맥비프
2006년, 수업 과제에 따라, 조승희는 리처드 맥비프라는 제목의 단편 단막극을 썼다. 이 연극은 아버지가 보트 사고로 사망한 13세 소년 존과 존의 의붓아버지인 전 축구 선수 리처드 맥비프(존은 계속해서 "딕"이라고 부른다)에 초점을 맞추고 있다. 리처드가 '아버지 대 아들' 대화를 시도하던 중 존의 무릎에 손을 대자, 소년은 갑자기 의붓아버지가 자신을 성추행하고 있다고 주장한다. 그리고 나서 존은 새아버지가 자신의 친아버지를 살해했다고 비난하고 리처드를 죽이겠다고 거듭 말한다. 존, 리처드, 수(존의 어머니)가 갑자기 큰 논쟁에 휘말렸다. 그런 다음 리차드는 분쟁에서 벗어나기 위해 자신의 차로 물러나지만, 존은 리처드가 자신을 학대하고 있다고 거듭 주장했음에도 불구하고 의붓아버지와 함께 차에 타 그를 괴롭힌다. 이 연극은 존이 새아버지의 목에 바나나맛 시리얼바를 쑤셔 넣으려고 하는 것으로 끝을 맺는다. 소극적인 성격의 리차드는 "순전히 모멸된 상처와 분노에서" 소년에게 "치명적인 타격을 가하는 것"으로 반응한다.

#### 미스터 브라운스톤
두 번째 연극인 브라운스톤 씨는 다른 반 과제를 위해 쓴 것으로, 조승희는 45세의 수학 교사인 브라운스톤 씨에 대한 깊은 증오심에 대해 이야기하면서 카지노에 앉아 있는 17살 세 명의 모습을 그리고 있다. 이 세 인물은, 브라운스톤 씨가 자신들을 학대하고 있다고 주장하며, "암살"이라는 구절을 사용하고 있다. 존은 슬롯머신에서 수백만 달러의 잭팟을 얻었고, 브라운스톤씨는 학생들의 욕설이 빗발치는 가운데, 카지노 관계자들에게 이 세 명의 십대들이 미성년자이고 불법적으로 당첨 티켓을 주웠다고 보고했다. 브라운스톤 씨는 카지노 관계자들에게 "정말 대박을 터뜨린 사람은 그 사람"이라며 "미스터 브라운스톤"은 헤로인을 소재로 한 건즈 앤 로지스의 이름이기도 하고, 조승희의 연극 한 페이지는 이 노래의 가사로 구성되어 있다"고 말한다.

### 단편소설지
버지니아 공과대학교에서 사건이 일어나기 약 1년 전, 조승희는 2006년 봄 학기 동안 들었던 단편소설 인트로(Intro to Short Fiction) 수업 과제 논문을 쓰기도 했다. 조승희는 그 논문에서 주인공의 계획으로 일어난 집단 학교 살인 사건에 대해 썼지만, 이야기에 따르면 주인공은 살인을 끝까지 수행하지 않았다. 버지니아 공대 패널 진행 과정에서 패널은 조승희가 소설 집필 수업을 위해 작성한 논문의 존재를 알지 못했다.
이 신문에 대한 정보가 표면화되었을 때, 버지니아 공대 패널은 당시 버지니아주 경찰과 버지니아 공대만이 미공개 논문의 복사본을 가지고 있다는 것을 알게 되었다. 버지니아주 경찰은 비록 그 논문의 사본이 있었지만, 버지니아 법은 그것이 진행 중인 조사에서 조사 파일의 일부였기 때문에 그들이 그 논문을 위원회에 공개할 수 없게 했다고 보고했다.반면 버지니아 공대는 이 신문에 대해 알고 있었고 학교 관계자들은 총격 사건의 여파로 논문 내용에 대해 서로 의논했다. 케인 주지사에 따르면, 버지니아 공대 패널 진행 과정에서 "버지니아 공대는 조승희의 글을 모두 패널로 넘길 것으로 예상됐다"고 한다.
일부 버지니아 공대 위원들이 누락된 논문에 대해 불만을 토로한 후, 버지니아 공대는 2007년 8월 25일 주 후반 동안 그 논문의 복사본을 위원회에 공개하기로 결정했다. 버지니아 공대 패널은 이후 조승희가 소설 집필 수업을 위해 작성한 논문을 전달받았지만, 정확한 논문 내용은 공개되지 않았다.

### 글에 대한 반응
버지니아 공대 연극작문학과 교수인 에드워드 팰코는 조승희가 그의 수업에서 두 가지 연극을 모두 썼다는 것을 인정했다. 연극은 12페이지 미만이며 문법적, 인쇄적 오류가 몇 가지 있다. 팔코는 조승희가 언어적 어려움 때문에 글쓰기에 끌렸다고 믿었다. 팔코는 연극에 대해 "좋은 글은 아니지만 적어도 의사소통의 한 형태"라고 말했다. 조승희를 가르친 또 다른 교수는 '슬랩스틱 코미디'와 '폭력의 요소'를 시도하며 자신의 작품을 '매우 사춘기'와 '실리'로 표현했다.
반 친구들은 "그 연극은 정말 병적이고 기괴했다"고 믿었다. 조승희의 전 동창인 이언 맥팔레인은 "조승희의 희곡을 읽을 때 악몽에서 벗어난 것 같았다"고 말했다. 그 연극들은 정말 뒤틀리고, 흉기를 사용했을지도 모르는 끔찍한 폭력이었다." 조승희의 반이기도 했던 선배 스티븐 데이비스가 리처드 맥비프를 읽자 그는 룸메이트에게 고개를 돌려 "이런 사람이 교실로 걸어 들어가 사람들을 쏘기 시작할 것"이라고 말했다. 이 반의 또 다른 학생인 안나 브라운은 가끔 친구들과 함께 조승희가 "폭발적인 살인을 저지를지도 모르는 그런 남자"라고 농담을 하기도 했다.CBC 뉴스에 따르면 컬럼바인 고등학교 사태 이후 실시된 2002년 미국 비밀경호국(US Secret Service) 연구를 언급하며 조승희의 폭력적 글쓰기와 외톨이 상태는 비밀경호국(Secret Service) 저격범의 전형적인 행동적 특성 중 하나로 꼽혔다. 미국 비밀경호국은 "가장 많은 학교 총기난사 집단이 시, 에세이, 저널 등 자신의 글에 폭력에 대한 관심을 보였다"며 연구를 마무리했고, 학교 총기난사범들은 다른 폭력 매체에 대한 관심이 대체로 낮았다.
유튜브 사용자들은 리차드 맥비프를 각색한 영화를 만들었다. 섬싱 오풀는 리처드 맥비프를 묘사한 패러디 "클리프 노트" 항목을 만들었다.

## 논란
조승희가 벌인 총기 난사 사건이 인종차별에서 유래한 것이라는 주장이 있어 논쟁이 되었다. 2015년부터 디시인사이드 등지에서 장난으로 일종의 '콘셉트'를 잡고 노는 행위를 시작으로 '조승희 장군', '제너럴 조' 등의 별칭이 생겼는데 이를 진지하게 받아들이는 누리꾼이 점차 늘어나고 있어 또다른 논란이 되고 있다. 조승희는 주로 빈부 격차, 인종 차별에 대한 불만이 컸으며 그가 보낸 '선언문'에는 심각한 학교폭력을 당했으며 그 중에서는 인종차별적 언어폭력과 신체 폭력 그리고 물건을 집어 던지는 것이 있다.

## 같이 보기
- 버지니아 공대 총기 난사 사건
- 리비우 리브레스쿠
- 우범곤 순경 사건
- 콜럼바인 고등학교 총기 난사 사건
- 연천 군부대 총기 난사 사건
- 찰스턴 교회 총기 난사 사건

## 저서
- 송, 민형 (2008년 2월). “기억의 공동체: 버지니아 공대 총격 사건 및 인종에 대한 성찰”. 《아시아계 미국학 학술지》 11 (1): 1–26. doi:10.1353/jaas.2008.0006. ISSN 1096-8598. S2CID 144959788.